# Flexografi
Flexografi er en rotations-højtryksmetode, der benyttes til trykning. Flexografi anvender klicheer af fleksibelt materiale. Klicheerne er fastgjort til eller udgør en integreret del af klichecylindrene, som kan være af varierende tryklængde. Klicheerne indfarves af en cellestruktureret valse med eller uden afrakling, og de overfører en tyndtflydende, hurtigttørrende trykfarve direkte til et absorberende eller ikke-absorberende tryksubstrat.
Trykmetoden anvendes i overvejende grad ved produktionen af emballager.
| Lyd og billede | Spire Denne artikel om billed- og lydteknologi er en spire som bør udbygges. Du er velkommen til at hjælpe Wikipedia ved at udvide den. |